# Gnathostomula microstyla
Gnathostomula microstyla är en djurart som tillhör fylumet käkmaskar, och som beskrevs av Riedl 1971. Gnathostomula microstyla ingår i släktet Gnathostomula och familjen Gnathostomulidae. Inga underarter finns listade i Catalogue of Life.